# Carollia benkeithi
Carollia benkeithi — вид родини листконосові (Phyllostomidae), ссавець ряду лиликоподібні (Vespertilioniformes, seu Chiroptera).  Вид названий на честь дистриб'ютора громадського харчування і напоїв у Сполучених Штатах, англ. Ben E Keith, після того як компанія пожертвувала $ 5 млн Техаському технологічному університету. Вид близький до виду Carollia castanea, від якого відрізняються генетикою і тонкими морфологічними особливостями.

## Поширення
Країни проживання: Перу, Болівія, Бразилія. Зустрічається в тропічних лісів від 200 до 1100 м над рівнем моря на південь від Амазонки. 

## Морфологія
Довжина тіла від 52 до 68 мм, довжина хвоста від 5 до 14 мм, задні ступні від 8 до 14 мм, довжина вух від 11 до 20 мм. Каріотип 2n=22, FN=38. руки й ноги короткі, оголені. Від близького родича C. castanea відрізняється каріотипом (у C. castanea 2n = 20 або 21), розміром (C. benkeithi троха менший) і деякими тонкими особливостями зубів.